# Schunck
Schunck war der Name eines von Arnold Schunck im Jahre 1874 gegründeten Textilwarengeschäftes in Heerlen in den Niederlanden.
Gründung, Blüte und Niedergang verliefen parallel zu denen des niederländischen Kohlebergbaus im Revier rund um Heerlen. Das Unternehmen betrieb im Laufe der Zeit verschiedene Handelsgeschäfte, darunter auch Kaufhäuser in Heerlen und Geleen. Arnold Schuncks Sohn Peter Joseph Schunck ließ in den 1930er Jahren den Glaspaleis (Glaspalast) errichten, der verschiedene Architekturpreise gewann und heute das Kulturzentrum der Stadt ist.
Das Unternehmen Schunck, das später in der Rechtsform einer Aktiengesellschaft geführt wurde, blieb bis zu seinem Verkauf an das Unternehmen Berden im Jahre 1995 weitgehend im Besitz der Familie von Arnold Schunck und seinen Nachfahren. Heute ist der Glaspaleis ein multidisziplinäres Kulturzentrum für zeitgenössische Kunst, Architektur, Musik, Tanz und Bibliothek unter dem Namen SCHUNCK*

## Geschichte

### 1. Generation
Arnold Schunck (* 11. Februar 1842 in Kettenis (Eupen); † 15. Oktober 1905 in Heerlen), selber aus einer kleinen Weberei stammend, erlernte das Weberhandwerk in Aachen und arbeitete danach in der Eupener Färberei Fremerey. Um die für seine Meisterprüfung notwendigen Erfahrungen zu machen, führten ihn seine Wanderjahre nach Polen und Russland. In einer leerstehenden Kupfermühle in Hauset gründete er mit seinem Bruder eine Werkstatt zum Appretieren und Färben, die jedoch zu wenig Gewinn abwarf, da das Unternehmen nicht zu den günstigen Bedingungen produzieren konnte wie aufstrebende industrielle Betriebe im benachbarten Aachen und Eupen. Deshalb gründete Schunck 1874 in Heerlen eine kleine Handweberei, die sich nach wenigen Jahren zu einem Textilgeschäft mit angegliederter Drogerie (Verkauf sogenannter „Kneippprodukte“) vergrößerte.
Das Geschäft wurde in erster Linie von seiner Frau Anna Maria Küppers (* 20. Januar 1843 in Aachen; † 20. November 1930 in Heerlen) betrieben. Zielpublikum waren in erster Linie die im Rahmen der Industrialisierung und des aufstrebenden Kohleabbaus in die Region ziehenden Bergbauarbeiter, denen er zunächst besonders stabile Stoffe für die Arbeitskleidung und später fertige Kleidungsstücke verkaufen konnte, was zu jener Zeit noch ungewöhnlich war. Der Erfolg beruhte zudem auf der zentralen Lage; Heerlen hatte zu jener Zeit zwar nur etwa 5.000 Einwohner, aber ein großes, zunächst noch durch Landwirtschaft und dann mehr und mehr durch Kohlebergbau und Kleinindustrie geprägtes Umland.

### 2. Generation
Peter Joseph Schunck (* 31. Oktober 1873 in Hauset; † 13. Juli 1960 in Heerlen), der nach dem Tod seines Vaters neben seiner Mutter Verantwortung in dem Unternehmen übernahm, beschaffte um das Jahr 1908 drei Omnibusse, die nach einem festen Fahrplan mehrfach täglich die umliegenden Ortschaften ansteuerten und deren Einwohner kostenlos zum Kaufhaus in Heerlen brachten. Damit betrieb er praktisch das erste öffentliche Nahverkehrsunternehmen in Heerlen.

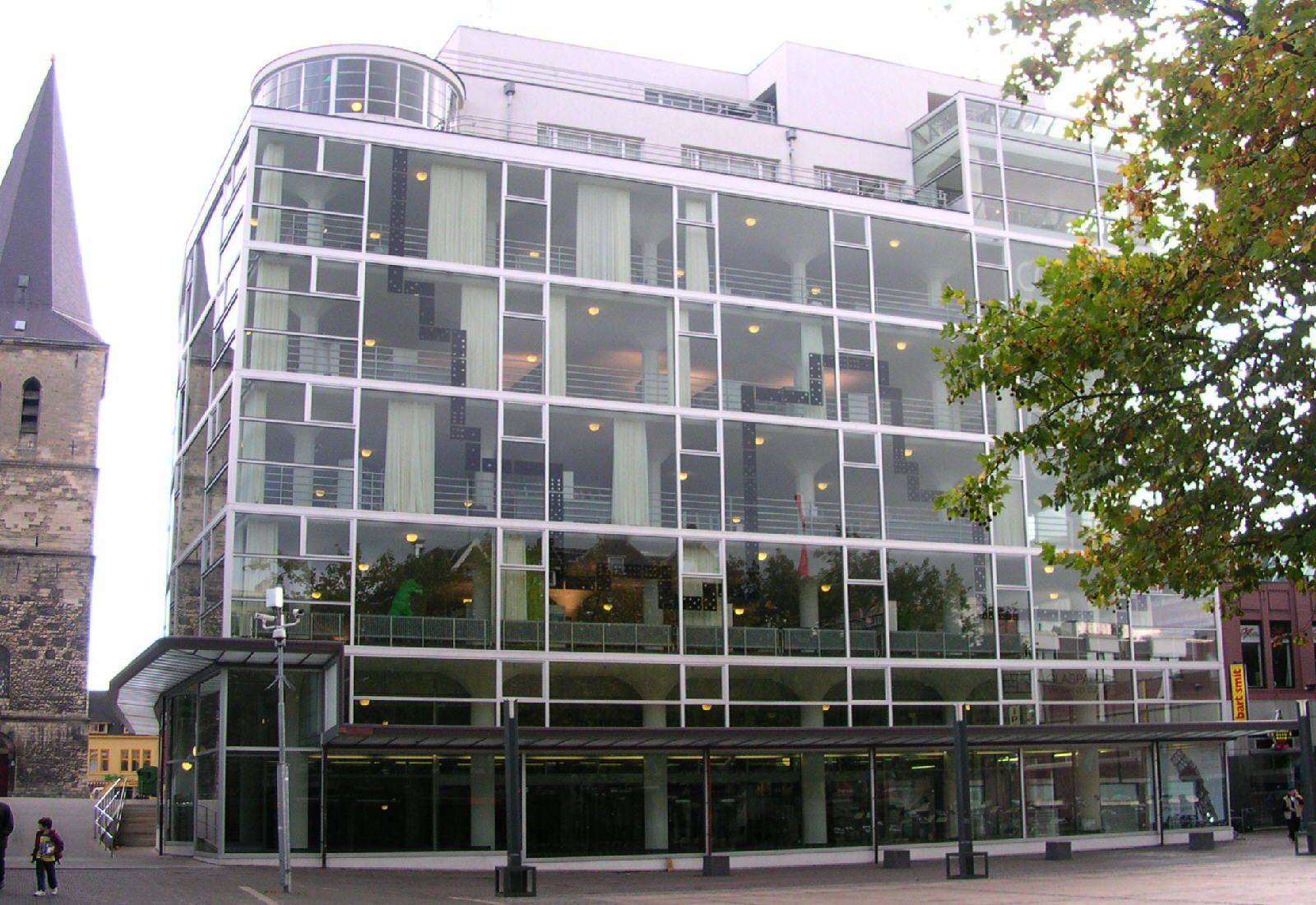
Glaspaleis

In den späten 1920er Jahren war die Geschäftsentwicklung gut; Peter Schunck erwarb mehrere der um das „alte Geschäft“ herum gelegenen Grundstücke und konnte sie für die Erweiterung des Geschäftes nutzen. Auf einem Teil dieses Geländes ließ Peter Schunck durch den Heerlener Architekten Frits Peutz (1896–1974) den Glaspalast im Bauhausstil errichten, dessen Eröffnung im Jahr 1935 weit über Heerlen hinaus große Beachtung fand, nicht zuletzt weil sie mitten in der Krise stattfand. Das 27 m hohe Gebäude wurde als Hochhaus betrachtet. Denn die Konstruktion mit den aufgehängten Glasfassaden war von den Wolkenkratzern übernommen. 1954 eröffnete Schunck eine Filiale im Westteil des niederländischen Kohlereviers, in Geleen. Am 13. Juli 1960 starb Peter Joseph Schunck in Heerlen.

### 3. Generation
Ihre letzte Blüte erreichte das Unternehmen in den frühen 1960er Jahren unter der Direktion von Peters Kindern Christine (* 27. Juni 1907 in Heerlen; † 21. März 2001 in Heerlen) und Leo (* 12. April 1910 in Heerlen; † 22. Februar 2001 in Valkenburg) Schunck, gleichzeitig mit dem Höhepunkt des Kohlebergbaues, als in mehreren Kaufhäusern in den Niederlanden mehr als 1.000 Mitarbeiter beschäftigt wurden. 1962 wurde NV Wassen übernommen, (vormals NV Kleedingbedrijven Wassen) mit Niederlassungen in Amsterdam, Den Haag und Rotterdam. Am 16. September 1964 eröffnete Schunck ein neues, größeres Geschäft an der neu gebauten Einkaufsstraße Promenade, mit viermal so viel Verkaufsfläche. Diese beiden riesigen Ausgaben vertrugen sich aber nicht mit der Stilllegung aller Zechen mit als Folge der Niedergang des Reviers Ende der 1960er Jahre. Ungünstig wirkte sich ferner die Einführung der Mehrwertsteuer in den Niederlanden sowie die angestrebte Verkürzung der Ladenöffnungszeiten an Samstagen aus. Beides machte das Kaufhaus auch für einen großen Teil der von jenseits der nahen deutschen Grenze kommenden Kunden zunehmend unattraktiv. Um die finanziell angespannte Situation zu entschärfen, wurden einige Geschäfte an die Konkurrenz sowie an spezialisierte Unternehmen abgegeben. Der Glaspalast, das Wahrzeichen des Unternehmens wurde ebenfalls verkauft. Die Suche nach Lösungen der finanziellen Probleme führte jedoch zu keinem die Beteiligten befriedigendem Ergebnis.
Christine Schunck versuchte das Unternehmen gesund zu schrumpfen. Sie reduzierte es auf den ursprünglichen Geschäftsbereich Textilwaren sowie Innenausstattung. Ihr Bruder Leo schied aus der Direktion aus. Im Alter von 65 Jahren kaufte sie die ausstehenden Aktien von ihrem eigenen Vermögen zurück und wandelte das Unternehmen im Juli 1972 in eine GmbH um. Die Banken stellten Kredite für den Warenumlauf zur Verfügung. Die Möbelfirma Berden aus Blerick mietete 1989 mehr als 6000 m² Verkaufsfläche und kaufte 1995 das ganze Unternehmen. Sie betrieb es noch elf Jahre unter dem Namen Berden-Schunck, seit 2006 ist jedoch der Name Schunck nicht mehr Teil des Unternehmensnamens.